# Alfred Noël (militaire)
Cet article concerne le résistant et Compagnon de la Libération français. Pour le poète français, voir Alfred Noël (poète).
Pour les articles homonymes, voir Alfred Noël et Noël (homonymie).
Alfred Noël, né le 27 novembre 1910 à Montpellier et mort le 24 juin 1982 à Sfax, est un militaire et résistant français, Compagnon de la Libération. Sous-officier expérimenté au moment où éclate la Seconde Guerre mondiale, il décide de se rallier à la France libre et participe aux combats de la 2e division blindée en Normandie, à Paris, en Alsace et en Allemagne.

## Biographie

### Jeunesse et engagement
Fils d'un officier de gendarmerie, Alfred Noël naît le 27 novembre 1910 à Montpellier. Engagé dans l'armée, il sert dans la cavalerie en Syrie. 

### Seconde Guerre mondiale
Toujours stationnés en Syrie au cours des premiers de la Seconde Guerre mondiale, Alfred Noël et son unité ne sont pas appelés à combattre en métropole pendant la bataille de France. Reversé à l'armée de Vichy après l'armistice du 22 juin 1940, il se rallie à la France libre lors de la campagne de Syrie en juin 1941. Engagé dans les forces françaises libres et affecté à l'escadron de Spahis de Paul Jourdier, il prend part à la guerre du désert en Libye et en Égypte et s'illustre le 24 octobre 1942, lors de la seconde bataille d'El Alamein, en mettant en fuite une patrouille allemande et en détruisant un blindé ennemi alors que la plupart des automitrailleuses de son peloton ont été détruites.
Après avoir pris part à la campagne de Tunisie, son escadron devient le 1er régiment de marche de spahis marocains et est subordonné à la 2e division blindée (2e DB) du général Leclerc. Promu adjudant, Alfred Noël débarque avec la division sur Utah Beach le 1er août 1944 et participe à la bataille de Normandie. Il se distingue à nouveau après avoir été capturé par les Allemands. Conduit dans un poste de commandement ennemi, il profite de la confusion apporté par un bombardement pour s'emparer d'une arme, neutraliser trois de ses gardiens et rejoindre son unité. Suivant l'avancée de la 2e DB, il participe ensuite à la Libération de Paris, à la bataille des Vosges, à la bataille d'Alsace et à l'invasion de l'Allemagne.

### Après-Guerre
Restant dans l'armée après la guerre, il est affecté dans une unité de l'Arme blindée et cavalerie puis, passé dans la Légion étrangère, il est promu capitaine et participe à la guerre d'Indochine. À l'issue de celle-ci, il stationne en Tunisie de 1954 à 1956. Il se retire de l'armée au moment de l'indépendance de la Tunisie et resta dans ce pays pour y passer sa retraite. 
Alfred Noël meurt le 24 juin 1982 à Sfax et est inhumé à La Ciotat, dans les Bouches-du-Rhône.

## Décorations
|  |  |  |  |  |  |
|  |  |  |  |  |  |
|  |  |  |  |  |  |

| Officier de la Légion d'honneur         | Officier de la Légion d'honneur         | Officier de la Légion d'honneur         | Compagnon de la Libération Par décret du 17 novembre 1945 | Compagnon de la Libération Par décret du 17 novembre 1945 | Compagnon de la Libération Par décret du 17 novembre 1945            | Médaille militaire                                                   | Médaille militaire                                                   | Médaille militaire                                                   |                                                                      |
| Croix de guerre 1939-1945               | Croix de guerre 1939-1945               | Croix de guerre 1939-1945               | Croix de guerre des Théâtres d'opérations extérieurs      | Croix de guerre des Théâtres d'opérations extérieurs      | Croix de guerre des Théâtres d'opérations extérieurs                 | Médaille coloniale Avec agrafes "Tunisie" et "Extrême-Orient"        | Médaille coloniale Avec agrafes "Tunisie" et "Extrême-Orient"        | Médaille coloniale Avec agrafes "Tunisie" et "Extrême-Orient"        |                                                                      |
| Médaille commémorative de Syrie-Cilicie | Médaille commémorative de Syrie-Cilicie | Médaille commémorative de Syrie-Cilicie | Médaille commémorative de Syrie-Cilicie                   | Médaille commémorative de Syrie-Cilicie                   | Médaille commémorative des services volontaires dans la France libre | Médaille commémorative des services volontaires dans la France libre | Médaille commémorative des services volontaires dans la France libre | Médaille commémorative des services volontaires dans la France libre | Médaille commémorative des services volontaires dans la France libre |